# Khalid Boulami
Khalid Boulami (arabe : خالد بولامي)  né le 7 août 1969, est un athlète [Olympique] marocain, évoluant sur 5 000 mètres.

## Biographie
Frère de Brahim Boulami, il obtient une médaille de bronze lors des Jeux olympiques de 1996 à Atlanta. Lors des mondiaux d'athlétisme, il obtient deux médailles d'argent lors des éditions de 1995 à Göteborg et 1997 à Athènes.

## Palmarès

### Jeux olympiques d'été
- Jeux olympiques de 1996 à Atlanta
  -  Médaille de bronze sur 5 000 mètres

### Championnats du monde d'athlétisme
- Championnats du monde 1997 à Athènes
  -  Médaille d'argent sur 5 000 mètres
- Championnats du monde 1995 à Göteborg
  -  Médaille d'argent sur 5 000 mètres

### TOP 10 Performances
| Compétition                  | Pays      | Résultat | Distance | Date       | Classement |
| ---------------------------- | --------- | -------- | -------- | ---------- | ---------- |
| Zürich Weltklasse            | Suisse    | 12:53.41 | 5000m    | 13/08/1997 | 4          |
| Nice Nikaia                  | France    | 7:30.99  | 3000m    | 16/07/1997 | 1          |
| Bruxelles Memorial van Damme | Belgique  | 7:31.65  | 3000m    | 23/08/1996 | 2          |
| Zürich Weltklasse            | Suisse    | 12:55.76 | 5000m    | 14/08/1996 | 4          |
| Nice Nikaia                  | France    | 7:32.56  | 3000m    | 10/07/1996 | 2          |
| Lausanne Athletissima        | Suisse    | 7:34.02  | 3000m    | 03/07/1996 | 2          |
| Köln Int. Sparkassen Cup     | Allemagne | 7:33.92  | 3000m    | 16/08/1996 | 1          |
| Köln Weltklasse              | Allemagne | 7:34.27  | 3000m    | 24/08/1997 | 1          |
| Bruxelles Memorial van Damme | Belgique  | 7:34.49  | 3000m    | 22/08/1997 | 3          |
| Köln Weltklasse              | Allemagne | 7:34.54  | 3000m    | 18/08/1995 | 2          |

### Autres
- Finale du Grand Prix IAAF 1997
  - Médaille d'or sur 5 000 mètres
- Finale du Grand Prix IAAF 1994
  - Médaille d'argent sur 5 000 mètres
- Finale du Grand Prix IAAF 1995
  - Médaille de bronze sur 3 000 mètres